# 武定 (北周)
武定（ぶてい）は、南北朝時代の北周において、明帝の治世に使用されたとされる元号。557年 - 559年？。
『歴代建元考』に武定への改元が行われたと記載があるが出典が不明であり、また他史料では全て559年の帝号使用と同時に武成が建元されたと記載があり、実在については疑問視されている。